# Jim Hamilton
James Leigh Hamilton (Swindon, 17 de noviembre de 1982) es un exjugador británico de rugby que se desempeñaba como segunda línea.

## Biografía
Nacido en Swindon, Inglaterra, el hijo de un soldado también llamado James que fue sargento en los Queen's Own Highlanders.  Fue educado en la Coundon Court School en Coventry, y jugó para Barkers Butts RFC, mientras que formó parte de los Warwickshire Colts antes de unirse a los Leicester Tigers. También pasó un verano jugando en Nueva Zelanda para desarrollar su potencial.
Conocido como "Big Jim" debido a que sobrepasa los dos metros, era el más alto y el más pesado del equipo de los Leicester.
Hamilton jugó con Inglaterra en el nivel por debajo de 21 años, pero decidió debutar con la absoluta de Escocia. Fue el seleccionado n.º 1000 de Escocia cuando apareció en el banquillo contra Rumanía el 11 de noviembre de 2006. Tuvo su segunda intervención contra Australia cuando se le llamó en el último minuto por Nathan Hines, ante la confusión de si Hines sería o no suspendido. Fue incluido en el equipo de la Copa Mundial de Rugby de 2007 apareciendo en la etapa de grupos.
En 2008 Hamilton firmó un contrato de tres años con Edinburgh Rugby. Hamilton se trasladó a Gloucester para la temporada 2010/2011.
Fue nombrado capitán del Gloucester Rugby para la temporada 2012/13 por el nuevo entrenador Nigel Davies.
El 12 de diciembre de 2012, Jim Hamilton dejaría el Gloucester al final de la temporada para unirse al club francés Montpellier en un contrato de tres años.
Hamilton logró su primer ensayo internacional para Escocia el 19 de junio de 2010, en la victoria de Escocia sobre Argentina.
Ha participado en el Torneo de las Seis Naciones 2013, y tuvo los dos mejores meses de su carrera con su trabajo en la touch e interrumpiendo la bola contraria en el breakdown. Ha sido clave en la mejor campaña escocesa en el Seis Naciones. Ha salido como titular en los cinco partidos, si bien en tres de ellos lo sustituyó Kellock: en el primero, contra Inglaterra, en el minuto 55; en el segundo, contra Italia, en el minuto 67 y en la tercera jornada, contra Irlanda, en el minuto 72.

## Participaciones en Copas del Mundo
Jim Hamilton disputó el Mundial de Francia 2007, donde el XV del Cardo llegó a cuartos de final cayendo frente a los Pumas. En Nueva Zelanda 2011, Escocia fue eliminada por primera vez en la historia en primera fase; producto de las derrotas ante Argentina y el XV de la Rosa.
| Mundial                       | Sede          | Resultado        | PJ | Tries |
| ----------------------------- | ------------- | ---------------- | -- | ----- |
| Copa Mundial de Rugby de 2007 | Francia       | Cuartos de final | 4  | 0     |
| Copa Mundial de Rugby de 2011 | Nueva Zelanda | Primera fase     | 5  | 0     |